# Fallacipsyche coccivora
Fallacipsyche coccivora is een vlinder uit de familie van de zakjesdragers (Psychidae). De wetenschappelijke naam van deze soort is voor het eerst voorgesteld door Jean Bourgogne in een publicatie uit 1977.
De soort komt voor in Kenia.